# Tramlijn 10 (Antwerpen)
De Antwerpse premetro-tramlijn 10 verbindt het Fortveld te Wijnegem met de P+R Schoonselhof in Hoboken. Tussen het Stadspark en halte Hof ter Lo maakt deze lijn gebruik van de Reuzenpijp.

## Traject
Sinds 16 september 2017 rijdt tram 10 van Wijnegem via de Turnhoutsebaan (langs het Wijnegem Shopping Center) – August Van de Wielelei – Turnhoutsebaan (Deurne) – Cogelsplein - Turnhoutsebaan (Borgerhout). Daar duikt de lijn voor de Noordersingel de premetro in via het gesloten premetrostation Foorplein naar het premetrostation Astrid. Na het premetrostation Zegel rijdt de tram onder de Turnhoutsebaan en Carnotstraat nonstop naar het premetrostation Astrid onder het Koningin Astridplein, onder de Gemeentestraat en de Franklin Rooseveltplaats naar de Leien, waar de trams naar station Opera rijden en bovenkomen op de Frankrijklei. De lijn vervolgt zijn weg bovengronds langs de Britselei en de Amerikalei over de Leien, om dan via de Brederodestraat, Kolonel Silvertoplaan en Sint-Bernardsesteenweg naar het eindpunt aan de begraafplaats Schoonselhof te rijden.

## Geschiedenis
Tramlijn 10 was een van de oorspronkelijke drie Antwerpse paardentramlijnen die in 1873 werden aangelegd. De elektrische dienst werd ingesteld op 31 oktober 1903 tussen de Melkmarkt en Borgerhout (Statielei/Turnhoutse Poort). Eerst ontbrak het lijnnummer en werd op het koersbord alleen de bestemming aangegeven. Na een korte tijdsspanne als tram 11 kreeg de lijn definitief het lijnnummer 10 toegewezen, op een groen koersbord. Op 12 juni 1906 werd de lijn vanaf de Turnhoutse Poort naar de Turnhoutsebaan in Deurne verlengd, waardoor de lijn groeide naar een lengte van 5 km. Niet alle diensten reden echter naar Deurne door; een aantal diensten behielden het oude eindpunt aan de Turnhoutse Poort. Aan het begin van de Eerste Wereldoorlog werden de diensten van lijn 10 beperkt tot de Turnhoutse Poort: pas vanaf 1 augustus 1915 konden er weer diensten tot Deurne worden gereden.
In 1933 werd lijn 10 verlengd tot aan de Schotensesteenweg, op een tweede spoor over de Turnhoutsebaan dat de Tramways d'Anvers in 1931 langs de enkelsporige NMVB-lijn Antwerpen – Turnhout had aangelegd. De trams van lijn 10 reden ook vanaf 1933 aan de Turnhoutse Poort onder de nieuw gebouwde spoorwegbrug door, aangelegd in het verlengde van de Turnhoutsebaan (de huidige situatie) en sedertdien niet meer langs de Statielei (en onder de oude spoorwegbrug). Om een betere bediening van het Bosuilstadion in Deurne te kunnen aanbieden, legde de trambeheerder in 1937 een verbindingsspoor aan tussen de Turnhoutsebaan en de Ter Heydelaan, over de Leeuwlantstraat en de Gallifortlei. Door de inval van de Duitse troepen in het begin van de Tweede Wereldoorlog reed de Antwerpse tram tussen 17 en 24 mei 1940 even niet meer uit.
Beetje bij beetje kreeg tramlijn 10 een eigen baan: eerst (in de jaren 1960) in Borgerhout, maar in de jaren 1970 kreeg ook het gedeelte tussen de Franklin Rooseveltplaats en de Melkmarkt grotendeels vrij baan omdat naast lijnen 10 en 11 ook lijnen 2 en 3 deze lus gebruikten toen de Meir was opgebroken voor de aanleg van de Antwerpse premetrotunnel naar de Groenplaats. Vanaf 31 maart 1972 werd de rijrichting in de Sint-Jacobsmarkt, Kipdorp, Wolstraat, Melkmarkt, Korte en Lange Nieuwstraat omgewisseld. In 1996 kreeg de tram een vrije trambaan op de hele Turnhoutsebaan in Borgerhout en in 2007 volgde een stuk in Deurne.
In 1979 werd het plan gelanceerd om tramlijn 10 te verlengen van de Schotensesteenweg via de August van Wielelei en de Turnhoutsebaan naar Wijnegem, waar vroeger de NMVB-lijnen 40 en 41 naar Turnhout reden. De werken aan deze uitbreiding, met als projectnaam Brabo I, startten in 2009 en op 14 april 2012 is de nieuwe trambaan naar Wijnegem in gebruik genomen. Tram 10 rijdt sindsdien samen met tram 5 langs het Wijnegem Shopping Center tot aan de Fortveldstraat in Wijnegem.
Wegens werken aan de brug van de Turnhoutsebaan over de Ring reed tram 10 van zaterdag 25 februari 2017 tot vrijdag 15 september 2017 langs een omweg door Deurne-Zuid over de Ruggeveldlaan en Herentalsebaan. Deurne-Dorp werd zo 7 maanden niet door een tram bediend. Omdat die werken te veel hinder veroorzaakten voor de doorstroming werd vroeger dan gepland, op 18 april 2017, de tramlijn verlegd van de bovengrondse sporen richting Melkmarkt naar de premetrotunnel richting station Astrid. De bediening van de Melkmarkt werd overgenomen door lijn 24.
Op zaterdag 3 juni 2017 werd de tramhelling op de Frankrijklei naar de Reuzenpijp geopend en werd lijn 10 verlengd naar het Schoonselhof. Sindsdien neemt ook tramlijn 12 de bediening van de lus naar de Melkmarkt mee over.
Sinds zaterdag 16 september 2017 reed tram 10 zonder omweg weer rechtstreeks naar Wijnegem via de Reuzenpijp en de open helling aan het Foorplein.
In de nacht van 31 december 2013 op 1 januari 2014 reed tram 10 als proefproject heel de nacht lang om het half uur vanaf middernacht (einde dagdienst) tot 5 uur 's morgens (begin dagdienst) van de Melkmarkt naar Wijnegem. Er werd beslist dit in de nacht van 31 december 2015 op 1 januari 2016 te herhalen. Ook in de nacht van 31 december 2016 op 1 januari 2017 werd dit herhaald en tevens werd deze nieuwjaarsnachttram in de nacht van 31 december 2017 op 1 januari 2018 herhaald, maar dan niet meer naar de Melkmarkt maar via de Reuzenpijp tussen Schoonselhof en Wijnegem. Dit werd in de nachten van 2018 op 2019 en van 2019 op 2020 herhaald. Wegens maatregelen inzake de coronapandemie reed de nieuwjaarsnachttram niet in de nacht van 31 december 2020 op 1 januari 2021 en reed die ook in de nacht van 31 december 2021 op 1 januari 2022 niet. Er was een aanbod tot halfeen 's nachts.
In premetrostation Opera werd in eerste instantie na de wijziging van de route en de opening van de open helling op de Frankrijklei niet gestopt. Op 8 december 2019 is station Opera als kruisstation geopend en stoppen de trams van lijn 10 hier op niveau -3.
In 2015 vervoerde deze tramlijn 5.932.027 passagiers.
Op 23 maart 1966 krijgt lijn 10 PCC-cars en op 1 september verdwijnt de conducteur van de lijn en wordt de eenmansbediening ingevoerd. Op 1 april 1975 rijdt de laatste tweeassige vooroorlogse tram op lijn 10, motorwagen 4417, en wordt de lijn geheel met PCC-cars uitgevoerd. Meestal zijn die gekoppeld, maar af en toe rijden er ook nog enkelvoudige PCC-stellen op deze lijn.

## Toekomst
Deze lijn rijdt langs de ongeopende premetrostations Foorplein, Drink en Carnot. Volgens het Masterplan worden alle stations op den duur geopend. 
In datzelfde Masterplan voor de mobiliteit was opgenomen dat tram 10 verlengd ging worden richting Schilde. De nieuwe verhoogde brug over het Albertkanaal in Wijnegem zal echter niet voor trams geschikt zijn. Hierdoor is deze verlenging via de voornoemde brug niet mogelijk.

### Plan 2021
Volgens het plan 2021 zou vanaf eind 2021 het huidige traject tussen Schoonselhof en Zwaantjes vervangen worden door lijn M2. Het huidige traject tussen Zwaantjes en Fortveld Wijnegem wordt dan vervangen door lijn M4. De lijn T10 zou tussen de halte Zuid en Eksterlaar de huidige tramlijn 4 vervangen (Zie ook Nethervorming basisbereikbaarheid). Er werd besloten om dit plan uit te stellen omdat er eerst voldoende nieuwe trams moeten zijn voor dit plan wordt uitgevoerd.

## Materieel
Op deze lijn rijden hoofdzakelijk Stadslijners aangevuld met HermeLijnen en 5-delige Albatrossen.

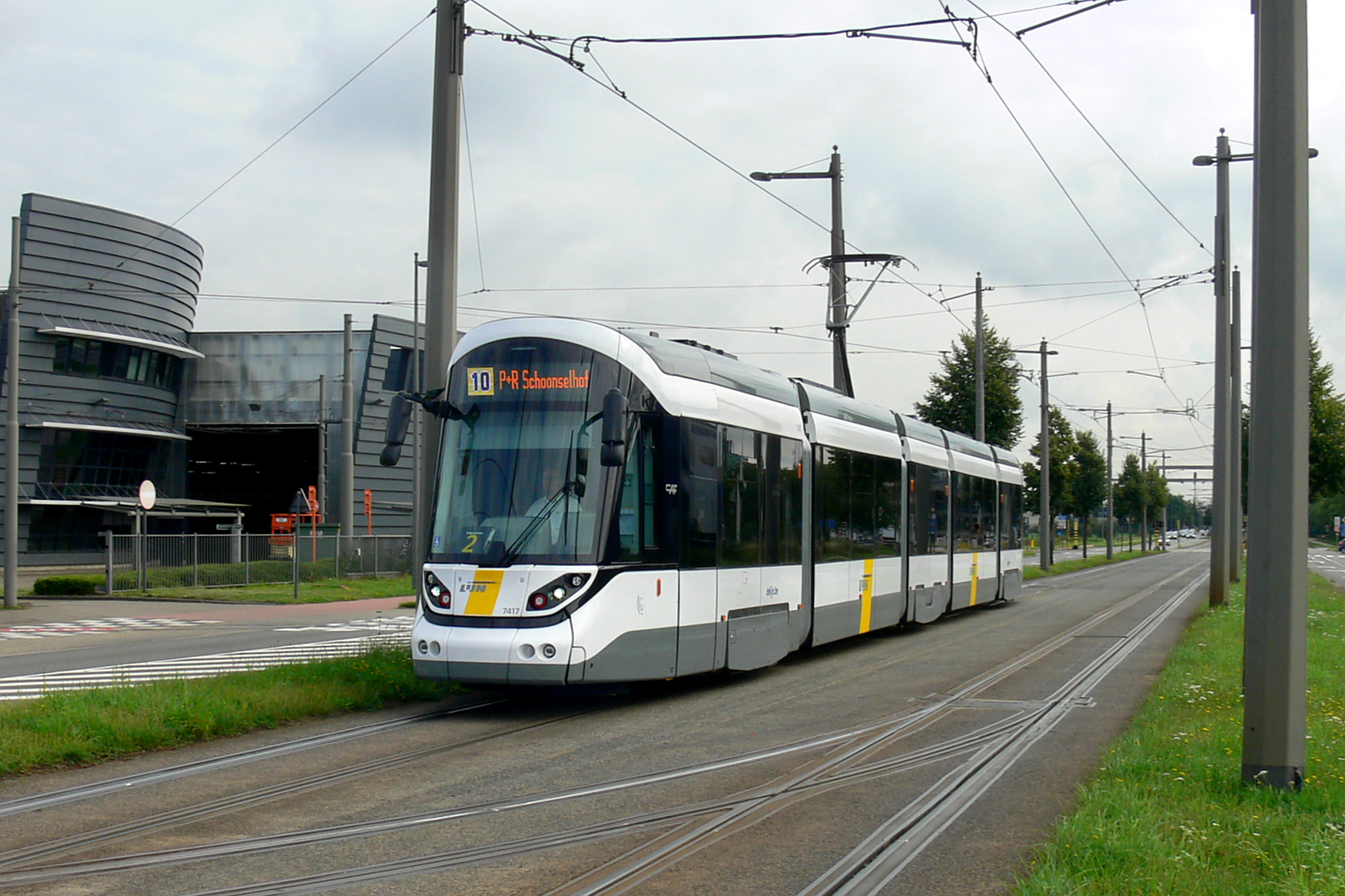
Stadslijner nr 7417 op lijn 10 Wijnegem - P+R Schoonselhof aan de tramstelplaats Deurne
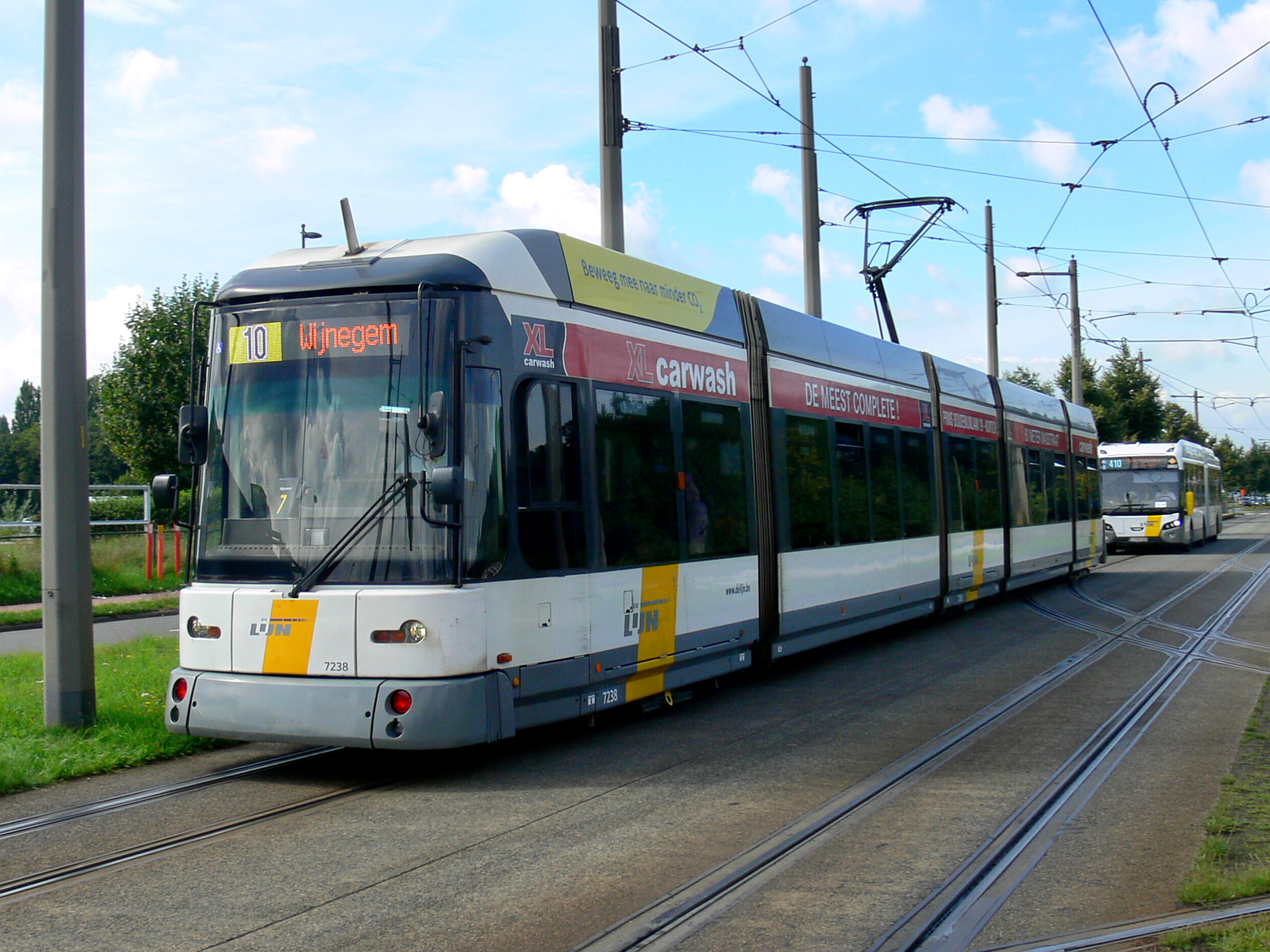
HermeLijn nr 7238 op lijn 10 Wijnegem - P+R Schoonselhof
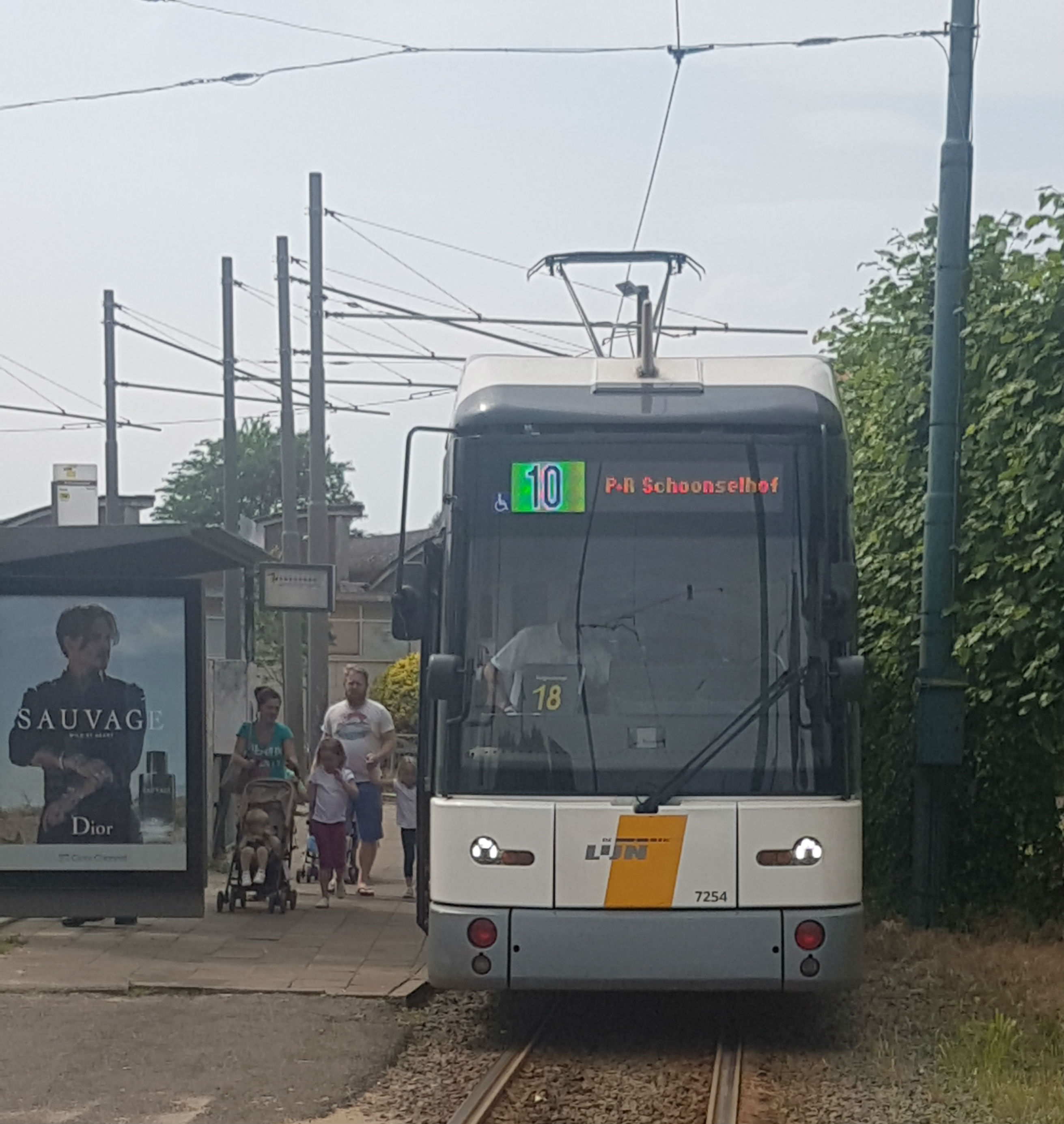
De Antwerpse tramlijn 10 op de eerste dag van zijn verlenging naar P+R Schoonselhof
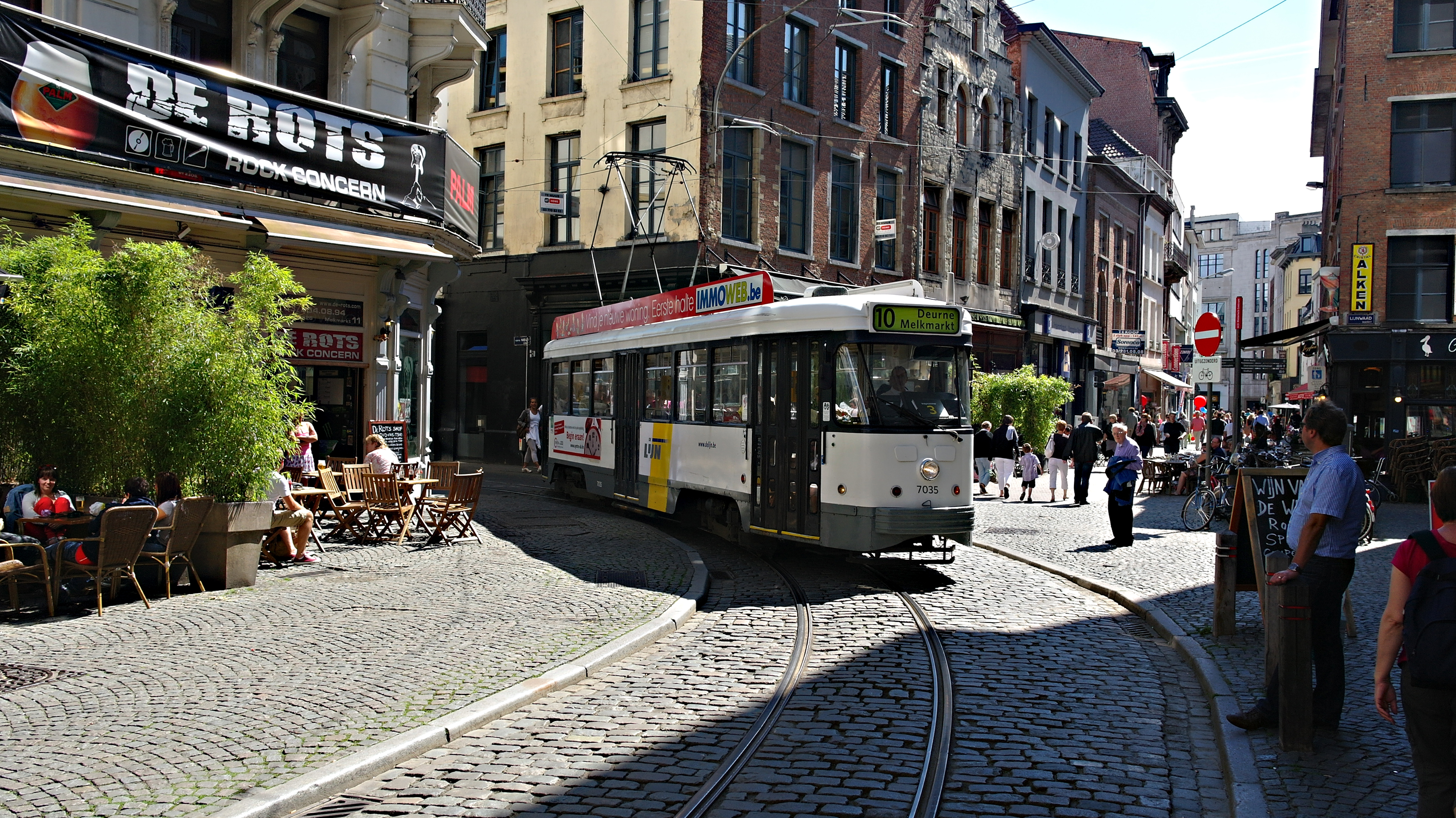
PCC-car 7035 (ex. 2035) draait van de Korte Nieuwstraat de Korte Koepoortstraat in
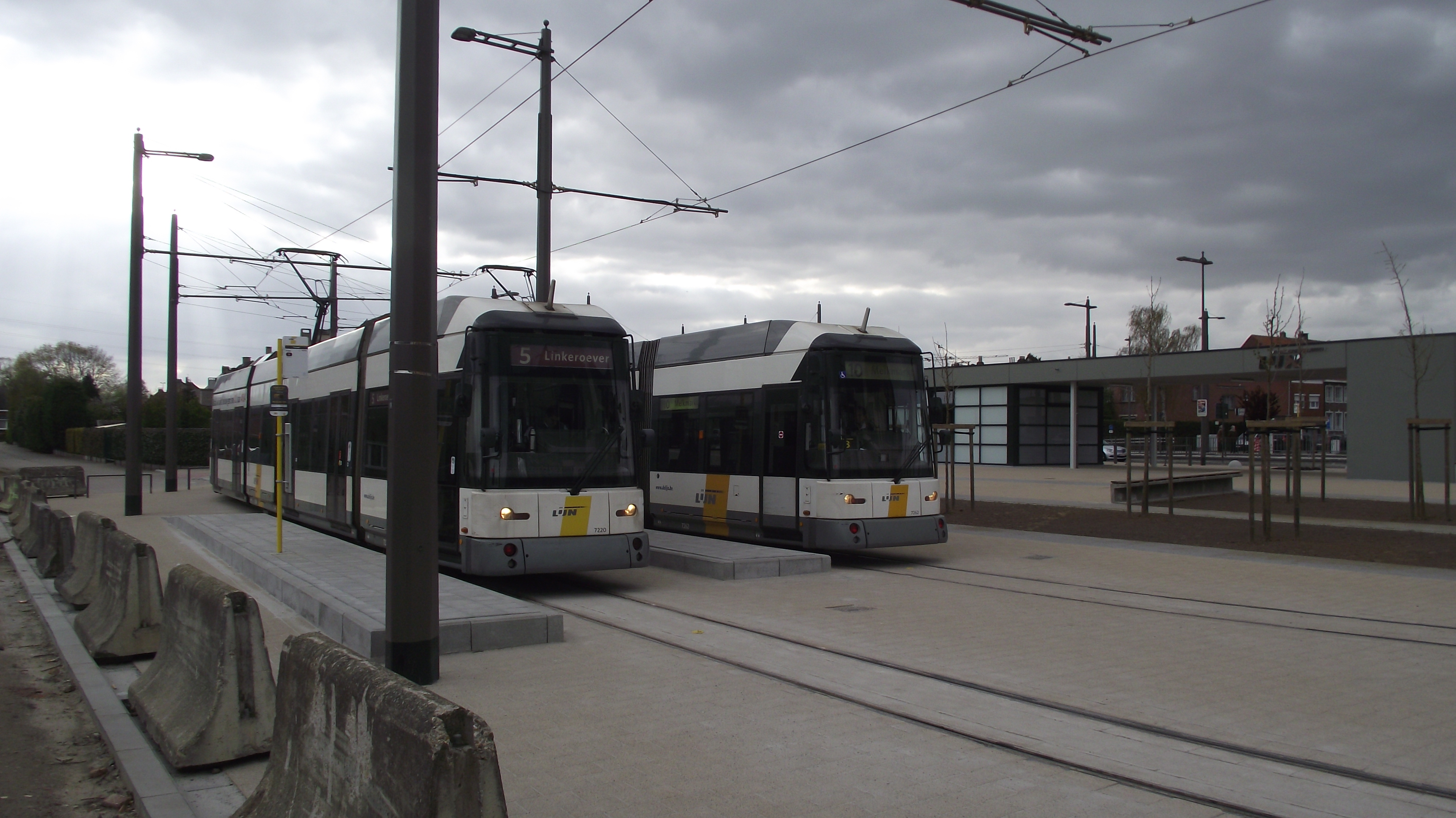
Eindpunt Fortveld van lijn 10 en 5 in Wijnegem
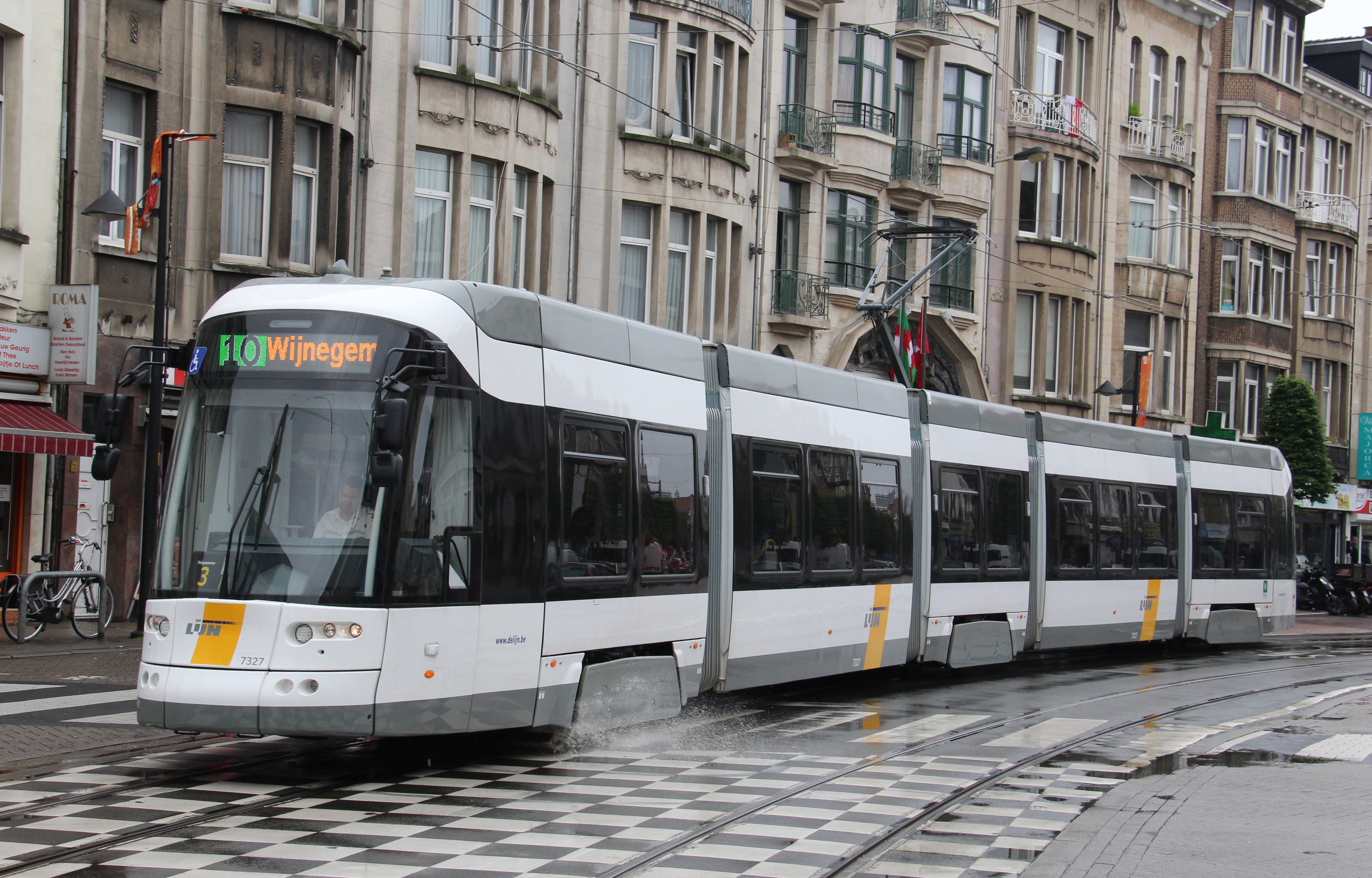
Een Albatrostram op lijn 10
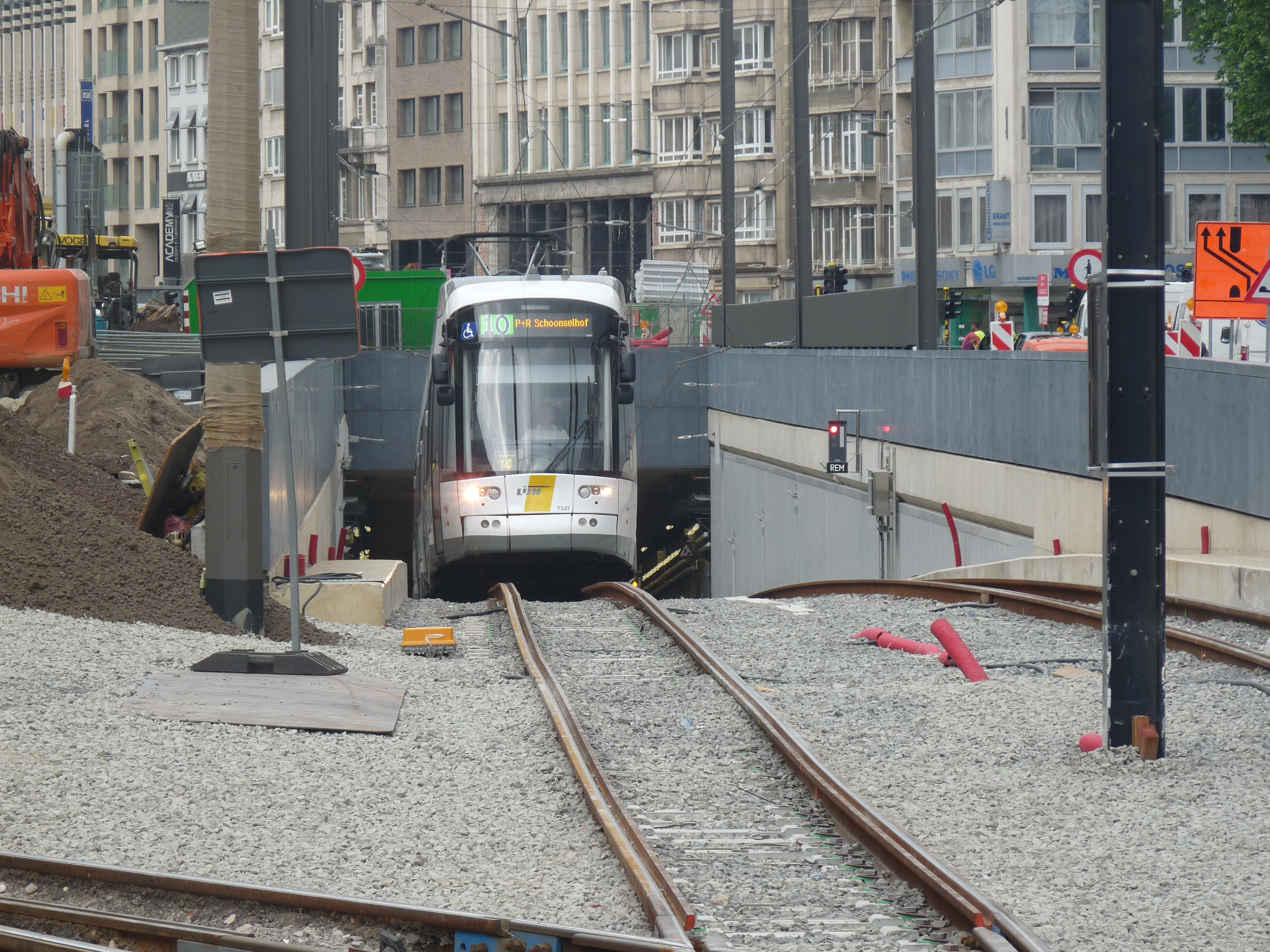
Een albatrostram komende van de tramhelling Frankrijklei
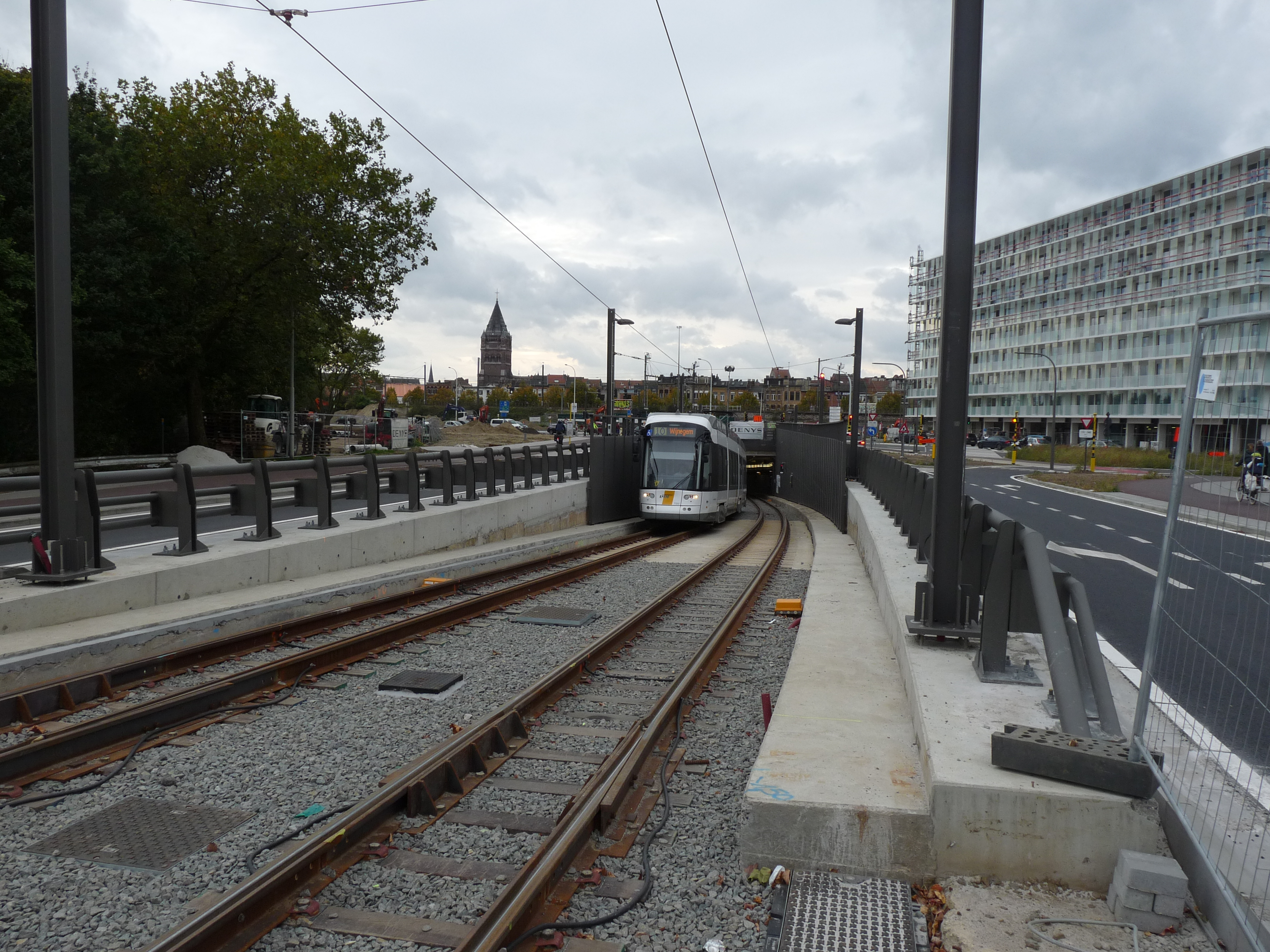
Een albatrostram komende uit de Reuzenpijp via de tramhelling Foorplein

## Kleur
De kenkleur op het koersbord van deze lijn zijn zwarte cijfers met het getal 10 op een lichtgroene achtergrond: . De komende lijn T10 krijgt een zwarte tekst op een lichtblauwe achtergrond: T10